# Ogma

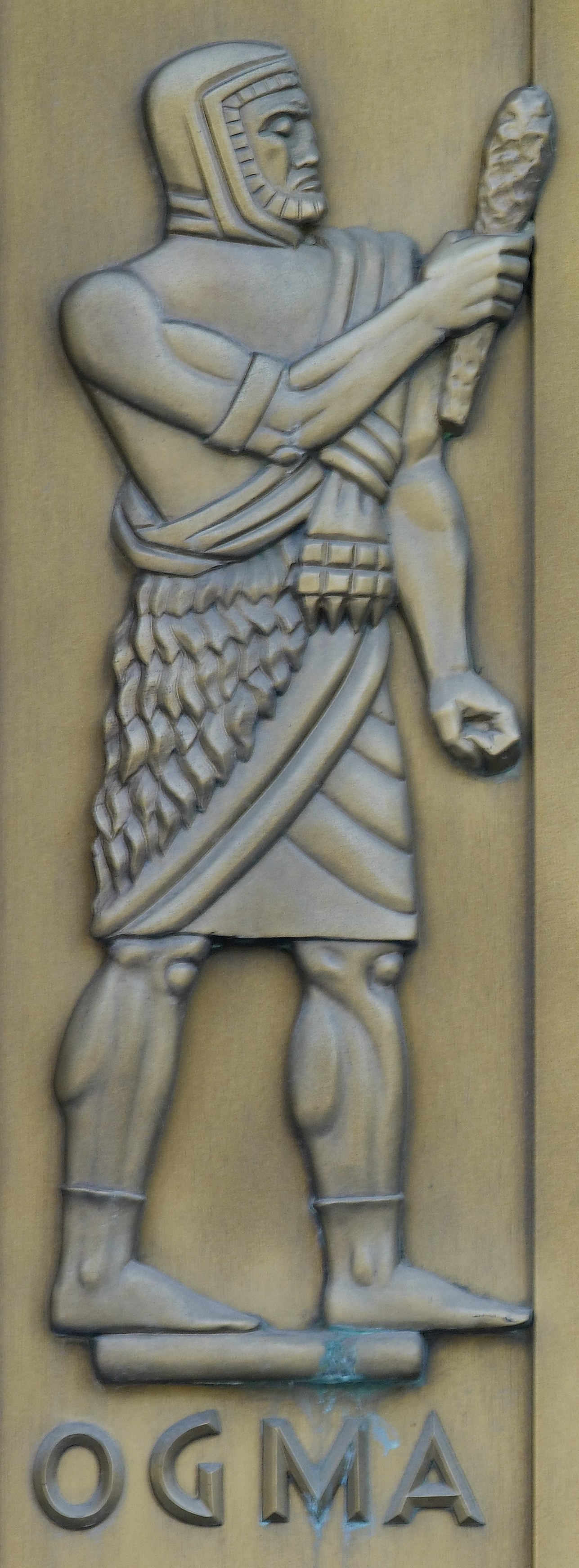
Figura esculpida de Ogma por Lee Lawrie, (1939). Biblioteca del congreso John Adams Building, Washington D. C.

Ogma es un dios de la cosmología celta escocesa e irlandesa, integrante de los Tuatha Dé Danann. A menudo se le considera una deidad y puede estar relacionado con el dios galo Ogmios. Según el In Lebor Ogaim (o Tratado de Ogam), es el inventor del ogham, el alfabeto en el que se empezó a escribir el gaélico irlandés.

## Nombre y epítetos

### Etimología
Se cree que el nombre de Ogma procede de la raíz indoeuropea «ak-» o «ag-», que significa «cortar», lo que hace referencia al método de incisión del alfabeto ogham en piedra y madera.

### Epítetos
Los siguientes epítetos se utilizan en referencia a Ogma:
- Grianainech, que significa «cara de sol»[2]
- Trenfher, que significa «hombre fuerte»[2]

## Apariencia y poderes
Ogme es normalmente representado como un hombre de edad avanzada, ataviado con una piel de león y provisto de una gran maza de madera. Durante la segunda batalla de Maige Tuired, Ogme consiguió la espada mágica Orna después de abatir a su anterior propietario, Tethra. Esta arma tenía la facultad de hablar, relatando cuando era desenvainada todas las hazañas que con ella se hicieran.

## Historia
Su padre era Elatha y su madre se suele decir que era Ethniu, y otras veces Etain. Era hermano de Dagda, y también un guerrero y gran poeta. Tenía la misión de llevar las almas al otro mundo celta, un lugar bello y muy pacífico en el que las almas descansaban hasta su siguiente reencarnación. Creó el Ogam, primer sistema de escritura que se usó en Irlanda.
Se cuenta en algunas leyendas que se casó con Etain, hija de Dian Cecht.
En la segunda batalla de Maige Tuired, mató al líder fomoriano Indech, que era hijo de una de sus diosas, Domnu. Tras la victoria, Ogma obtuvo de los Fomoré la espada mágica Orna.